# Вишна Шебастова
Вишна Шебастова (слч. Vyšná Šebastová) насељено је мјесто са административним статусом сеоске општине (слч. obec) у округу Прешов, у Прешовском крају, Словачка Република.

## Становништво
| Година:    | 1994. | 2004.   | 2014.    | 2024.    |
| ---------- | ----- | ------- | -------- | -------- |
| Број људи: | 944   | 1022    | 1191     | 1349     |
| Разлика:   |       | +8,26 % | +16,53 % | +13,26 % |

| Година:    | 2023. | 2024.   |
| ---------- | ----- | ------- |
| Број људи: | 1351  | 1349    |
| Разлика:   |       | -0,14 % |

Према подацима о броју становника из 2024. године насеље је имало 1349 становника.